# Miconia corallina
Miconia corallina är en tvåhjärtbladig växtart som beskrevs av Antoine Frédéric Spring. Miconia corallina ingår i släktet Miconia och familjen Melastomataceae. Inga underarter finns listade i Catalogue of Life.